# Jaguar I-Pace
La Jaguar I-Pace est un SUV compact premium électrique produit par le constructeur automobile britannique Jaguar, présenté en novembre 2016 et commercialisé de 2018 à 2024. C'est le troisième SUV dans la gamme Jaguar où il rejoint les E-Pace et F-Pace, et le premier véhicule à motorisation électrique de la marque.
La 4 mars 2019, la veille de l'ouverture du salon international de l'automobile de Genève 2019, l'I-Pace est élue « Voiture européenne de l'année 2019 », bien que le constructeur soit absent du salon pour cette édition. Elle remporte le mois suivant le trophée de « Voiture mondiale de l'année 2019 » (World Car of the Year) à l'occasion du salon de New York.

## Présentation

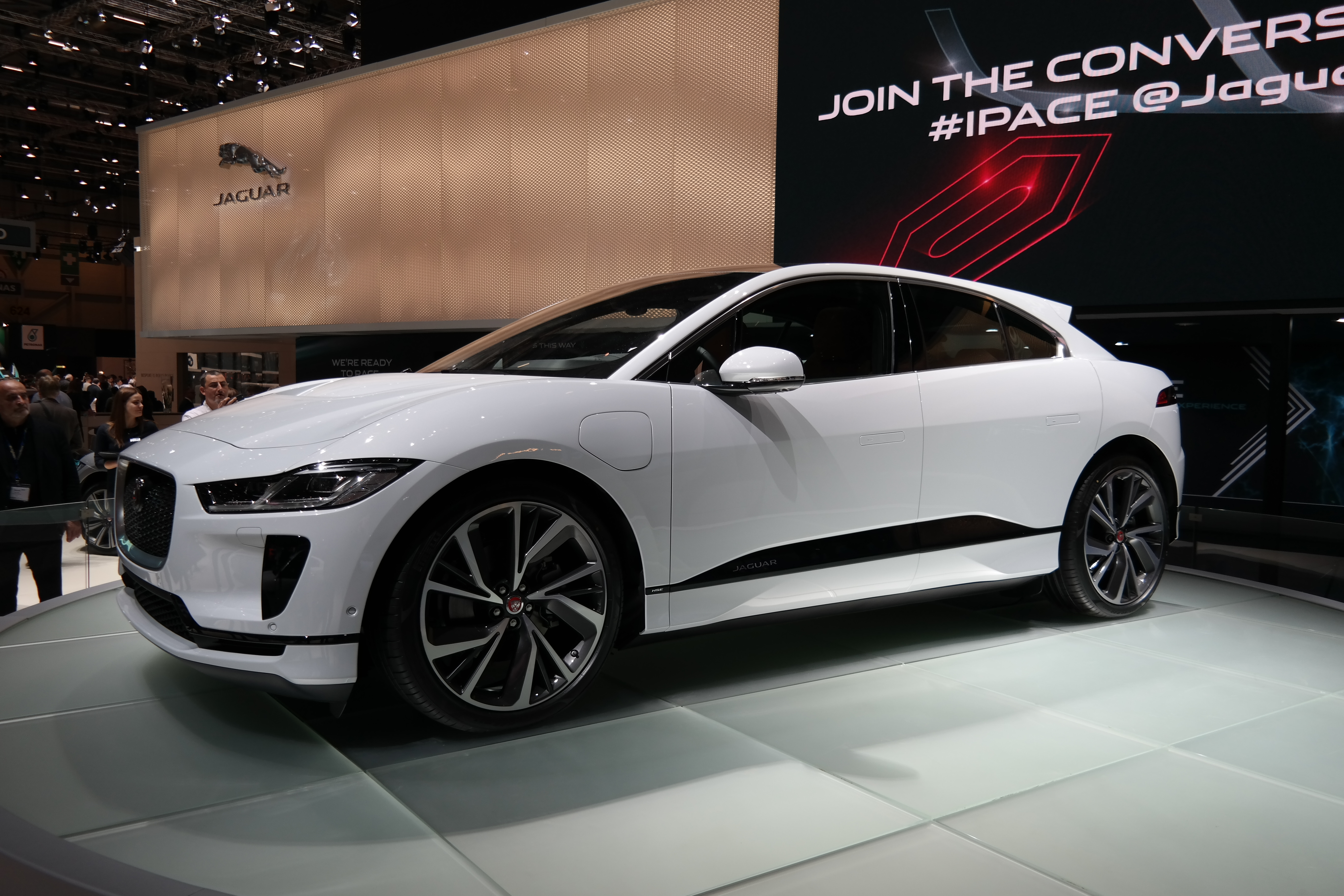
Jaguar I-Pace au Salon de Genève

Présenté en avant-première à la presse fin 2016 lors d’un événement organisé à l'usine Magna Steyr de Graz, en Autriche, il est ensuite exposé pour sa première apparition publique dans sa version de série au salon international de l'automobile de Genève 2018 8 au 18 mars 2018. Il est commercialisé à partir de mars 2018 et les premières livraisons débutent en juillet pour un tarif débutant à 78 380 € quand son seul concurrent, le Tesla Model X, débute à moins de 78 000 € en finition 75D.

## Caractéristiques

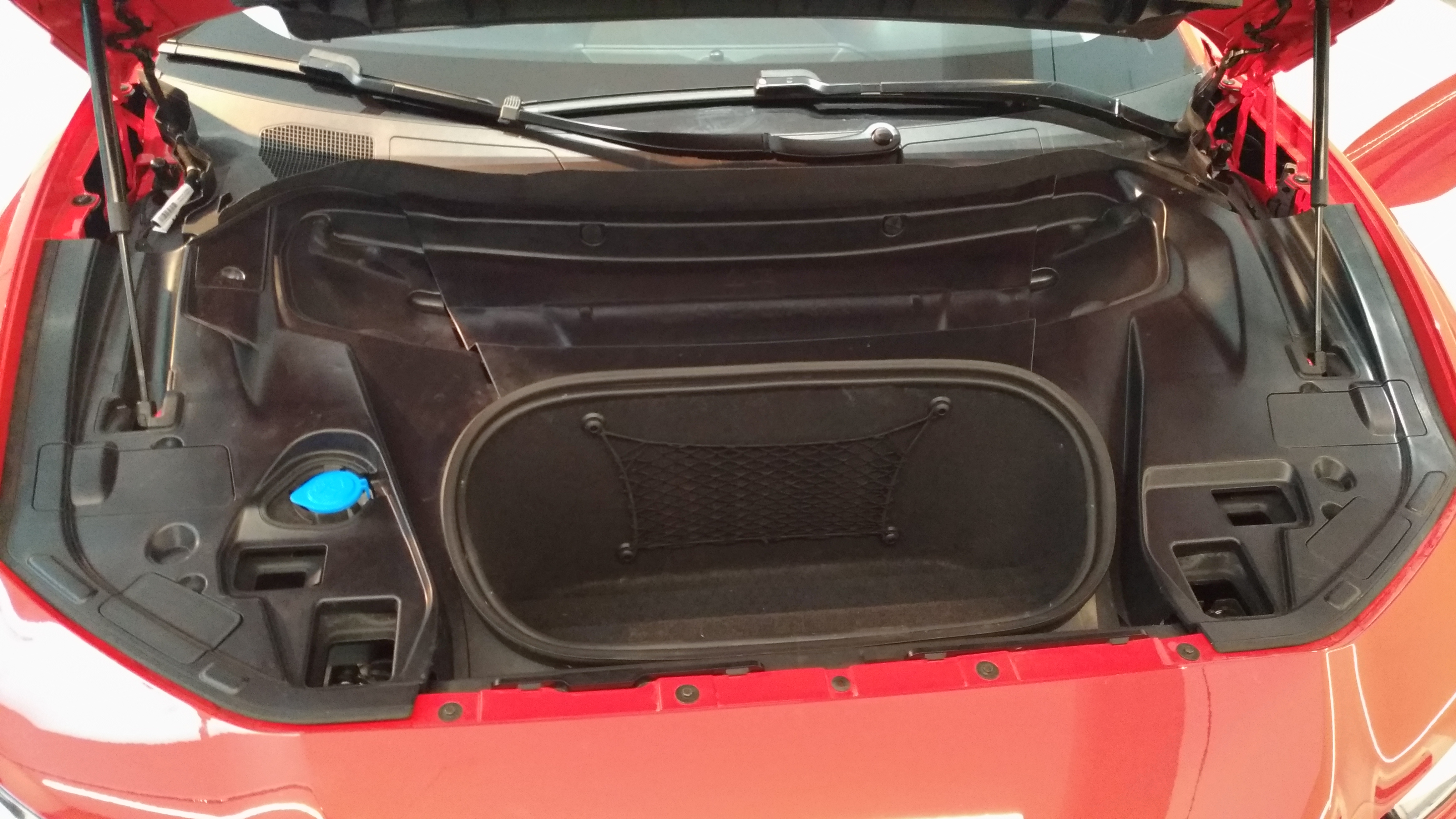
Coffre avant de 27 litres

Le SUV repose sur une nouvelle plateforme Jaguar, spécifique aux véhicules électriques, qui lui permet d'afficher un centre de gravité très bas. Ainsi, ses porte-à-faux avant et arrière sont réduits au maximum par l'absence de compartiment moteur, transmission et échappement, et son empattement est important avec 2,99 m équivalent à une grande limousine, augmentant l’espace habitable. Les jantes vont de 18 à 22″ et les poignées de portes sont complètement intégrées dans la carrosserie. Le coffre offre une capacité de 656 litres et un second coffre trouve place à l'avant d'une capacité de 27 litres. 
L'I-Pace dispose d'une suspension classique ou d'une suspension pneumatique adaptative optionnelle qui abaisse le châssis de 10 mm au-delà de 105 km/h, mais qui réduit légèrement la capacité du coffre à 638 litres.

### Technologie

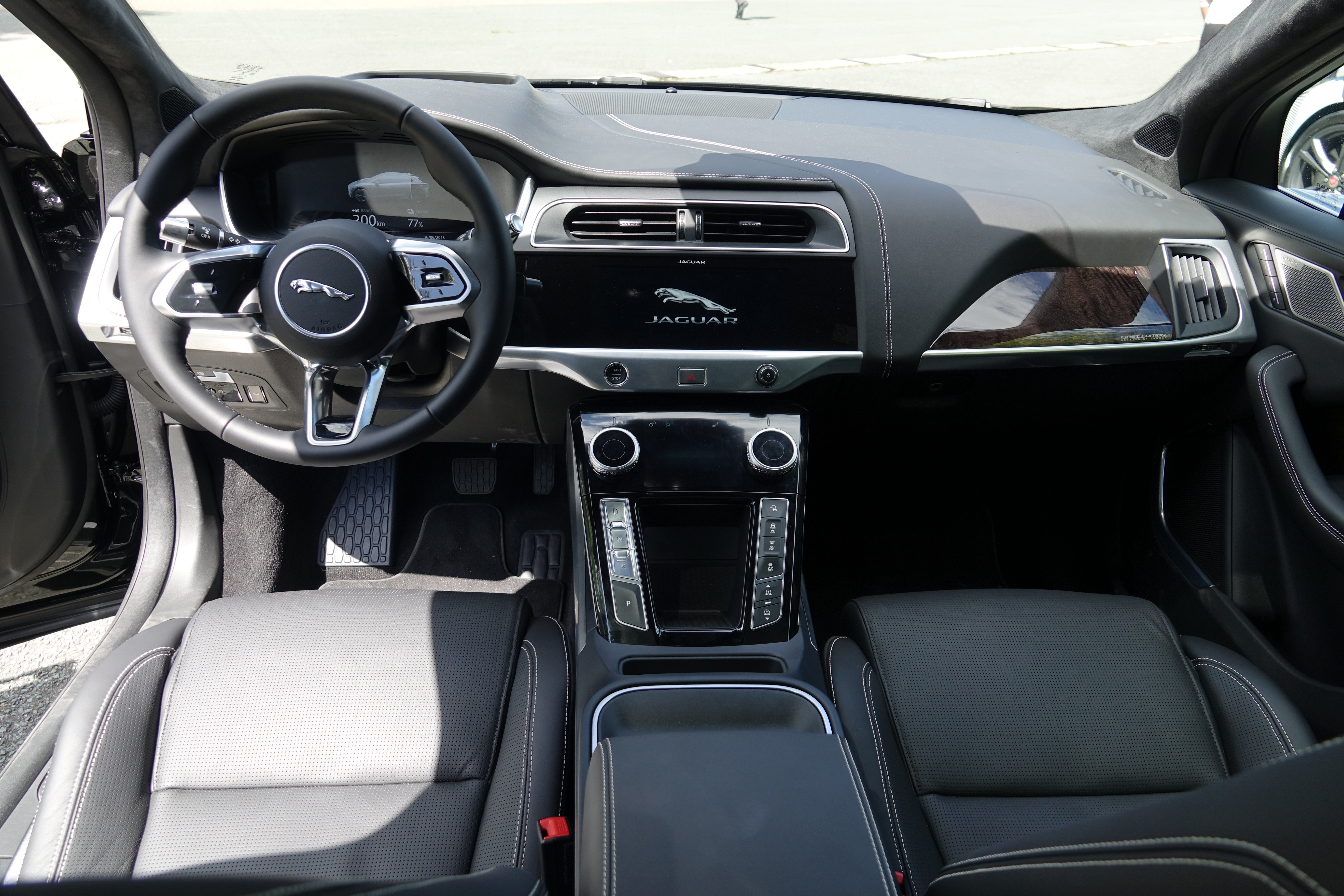
Planche de bord de la Jaguar I-Pace

L'I-Pace reçoit une instrumentation digitale qui peut afficher les données de navigation et de conduite, ainsi qu'une console centrale entièrement tactile "Touch Pro Duo", provenant de son cousin le Range Rover Velar. Un troisième petit écran trouve place entre les commandes de climatisation, sous l'écran de la console centrale, qui affiche les informations de température et de ventilation. La Jaguar électrique possède de plus un affichage tête haute en couleur qui est projeté sur la base du pare-brise.
Le système de navigation GPS mémorise les habitudes du conducteur sur les parcours déjà effectués auparavant et permet de calculer les autonomies optimales. La voiture étant connectée, les mises à jour se font à distance, comme les smartphones ou son principal concurrent Tesla.

### Motorisation
L'I-Pace est le premier véhicule zéro émission de Jaguar. Il reprend exactement les caractéristiques du concept-car de 2016, il est donc équipé de deux moteurs électriques compacts, réalisés par Jaguar, placés sur les axes de roues, qui lui permettent de bénéficier d'une transmission intégrale sans arbre de transmission, et offrant une puissance de 200 ch pour 348 N m de couple chacun pour une puissance cumulée de 400 ch. Ces caractéristiques lui permettent une accélération de 0 à 100 km/h en 4,8 secondes pour une vitesse maximale de 200 km/h.

### Batterie
Le Jaguar I-Pace dispose d’une batterie lithium-ion de 90 kWh composée de 432 cellules. Le constructeur au félin indique qu'une charge à 80 % peut être réalisée en 45 minutes avec un chargeur rapide en courant continu de 100 kW ou en 90 minutes avec une prise de 50 kW. Une charge complète sur une prise domestique standard 230V en courant alternatif demande 12 heures. L'autonomie est annoncée à 480 km selon la norme WLTP, et Jaguar précise que la batterie a été réalisée pour durer au moins dix ans, elle est garantie huit ans ou 160 000 km.
En décembre 2019, le constructeur annonce une mise à jour logicielle permettant un gain d'autonomie de 20 km grâce à l'optimisation de la gestion d'énergie.
En août 2020, Jaguar lance la version EV320 pour une durée limitée d'un an. Elle conserve la même batterie mais la puissance moteur est ramenée à 320 ch.

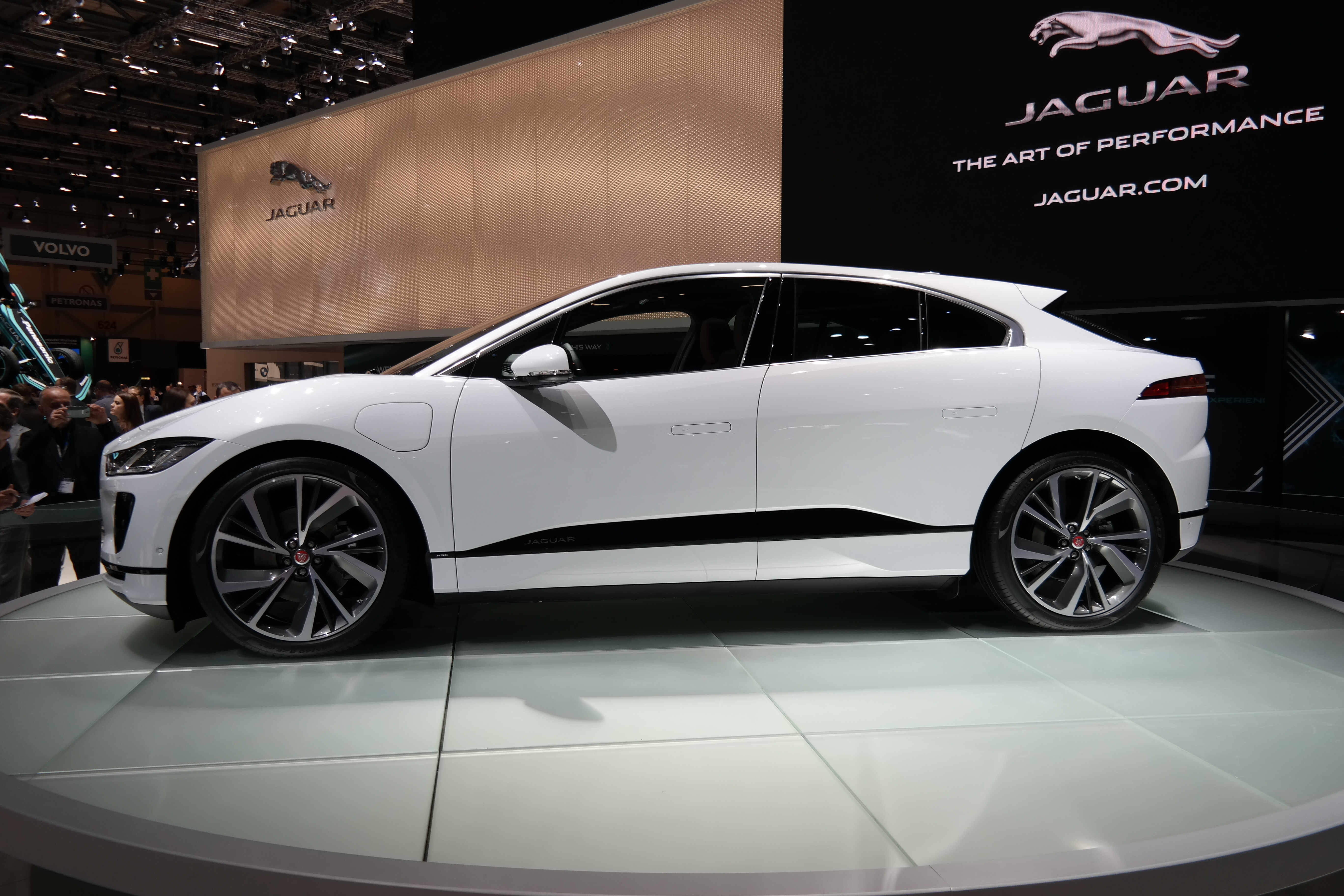
Jaguar I-Pace (2018)

| Logo de Jaguar                          | Jaguar I-Pace                 | Jaguar I-Pace |
| --------------------------------------- | ----------------------------- | ------------- |
| Moteur                                  | EV400                         | EV320         |
| Puissance moteur électrique (kW)        | 2 x 147                       | 2 x 147       |
| Puissance maximale (ch)                 | 400                           | 320           |
| Couple maximal (N m)                    | 696                           | 500           |
| Vitesse maximale (km/h)                 | 200                           | 180           |
| 0-100 km/h (s)                          | 4,8                           | 6,4           |
| Transmission                            | Intégrale                     | Intégrale     |
| Masse à vide (kg)                       | 2135                          | 2135          |
| Batterie                                |                               |               |
| Capacité brute (kWh)                    | 90                            | 90            |
| Autonomie (WLTP) (km)                   | 480 500 (à partir de 12/2019) | 470           |
| Temps de recharge                       |                               |               |
| sur une borne 100 kW (0 à 80 %)         | 45 minutes                    | 45 minutes    |
| sur une prise domestique (Wallbox 7 kW) | 12 heures                     | 12 heures     |

## Finitions
Tarif mars 2018 (à partir de :)
- I-Pace S : (78 380 €)

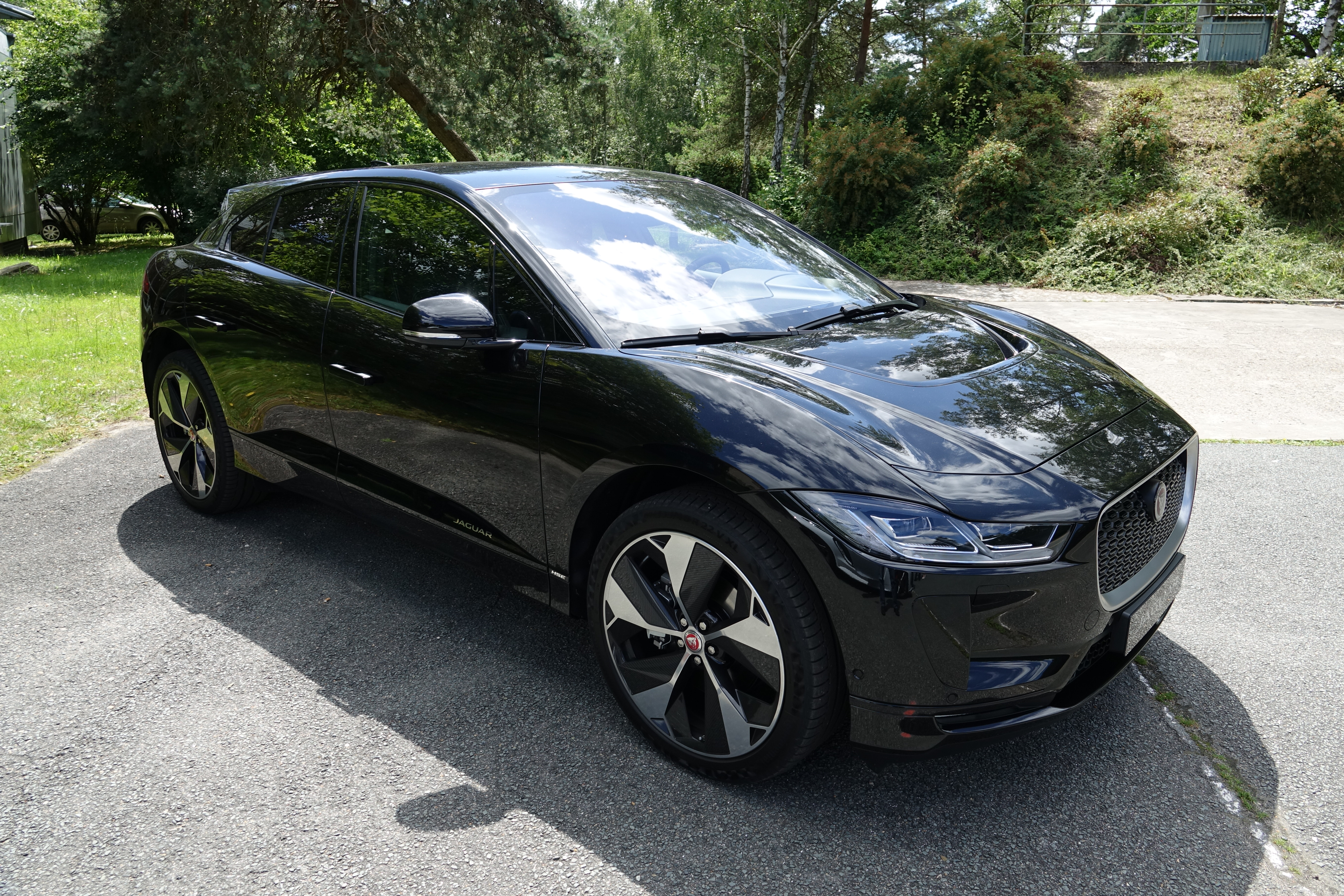
Avant Jaguar I-Pace

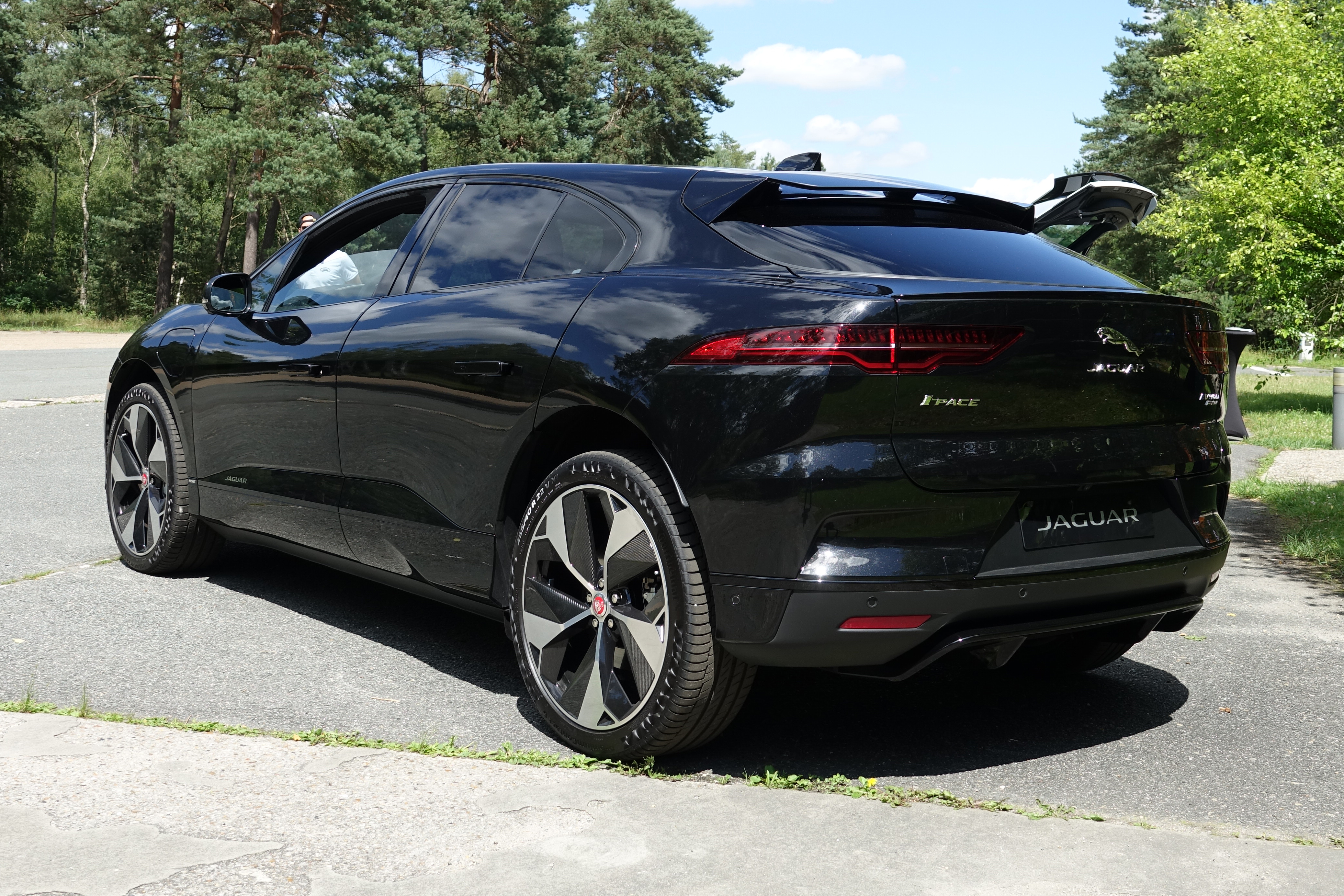
Arrière Jaguar I-Pace

  - Climatisation automatique 2 zones;
  - Jantes en alliage 18 pouces à 15 branches « Style 1022 »;
  - Phares à Led;
  - Sièges avant à réglages semi-électriques 8 directions
  - Sièges Sport Luxtec
  - Système de démarrage sans clé
  - Touch Pro Duo
  - Volant sport en cuir pleine fleur.

- I-Pace SE : (86 350 €)
  - Jantes en alliage 20 pouces à 6 branches « Style 6007 »;
  - Phares à LED Premium avec feux de circulation diurnes et signature LED;
  - Sièges Sport en cuir grainé à réglages électriques 10 directions;
  - Système audio MeridianTM

- I-Pace HSE :  (92 360 €)
  - Drive Assist Pack
  - Jantes en alliage 20 pouces à 5 branches « Style 5068 » finition Diamond Turned;
  - Sièges Sport en cuir Windsor à réglages électriques 18 directions;
  - Touch Pro Duo, tableau de bord virtuel et système audio MeridianTM Surround;

### Série spéciale
- First Edition : (102 570 €)
  - Affichage tête haute;
  - Boiserie Charcoal First Edition;
  - Climatisation automatique 4 zones;
  - Garniture de pavillon suédine;
  - Jantes alliages 20 pouces « Style 5070 » finition Technical Grey Polished;
  - Pare-brise chauffant;
  - Sièges arrière chauffants;
  - Sièges avant chauffants et ventilés 18 directions à mémoire;
  - Suspension pneumatique;
  - Toit panoramique fixe;
  - Volant chauffant.

## Compétition

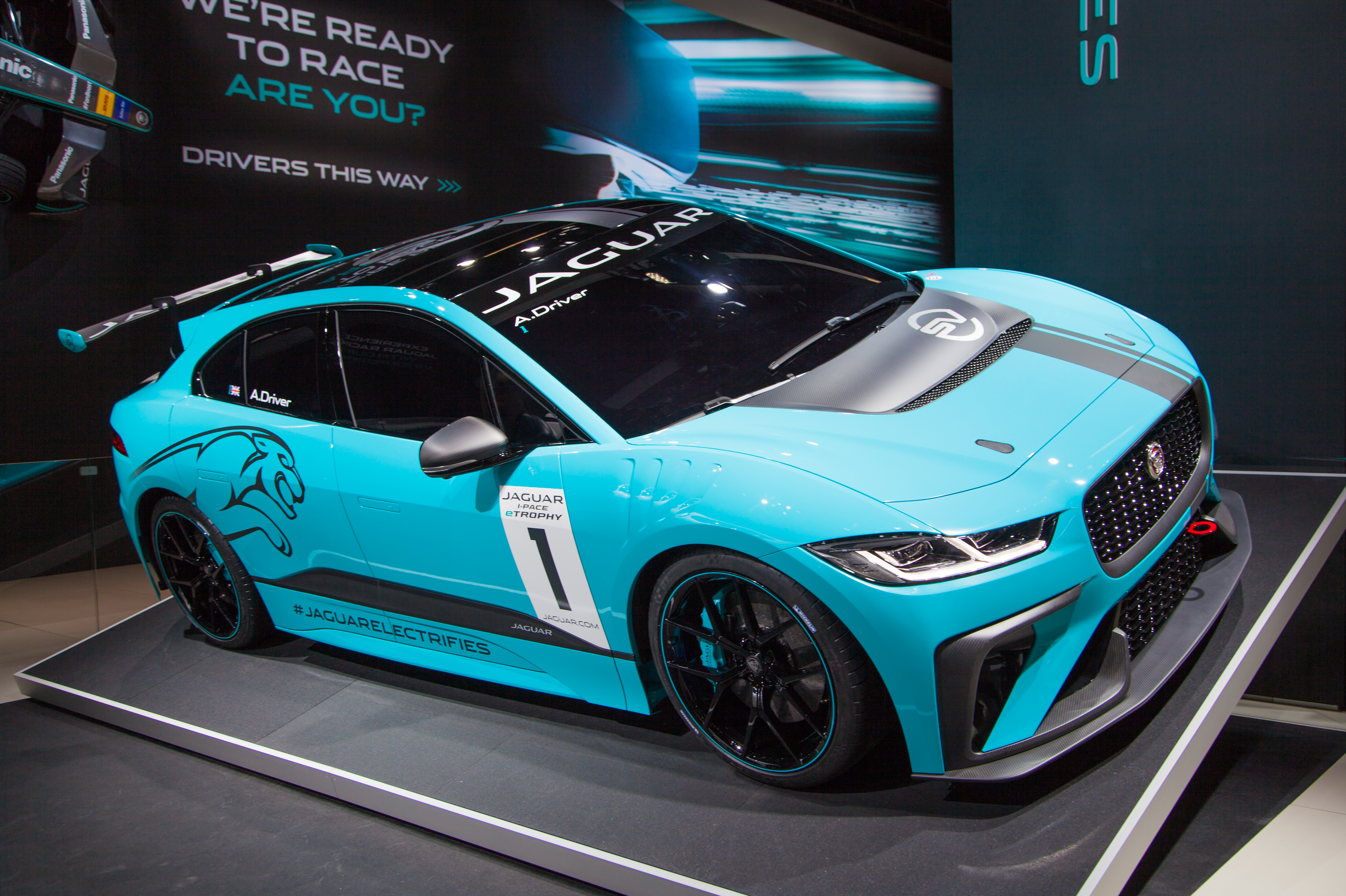
La Jaguar I-Pace eTrophy dans un salon.

La Jaguar I-Pace a servi à la compétition monotype « Jaguar I-Pace eTrophy » de 2018 à 2020, construite par la division Jaguar SVO.

## Galerie

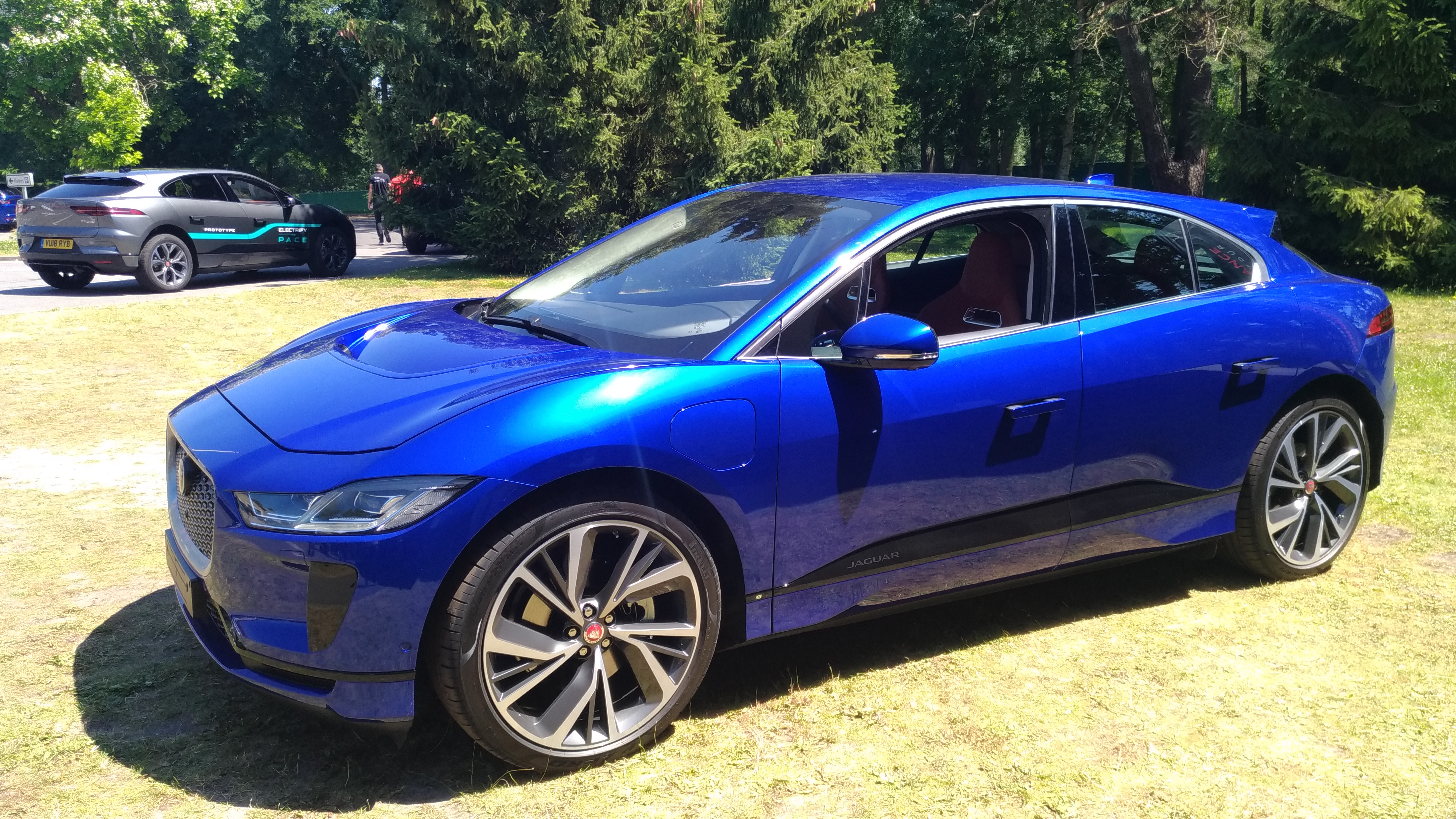
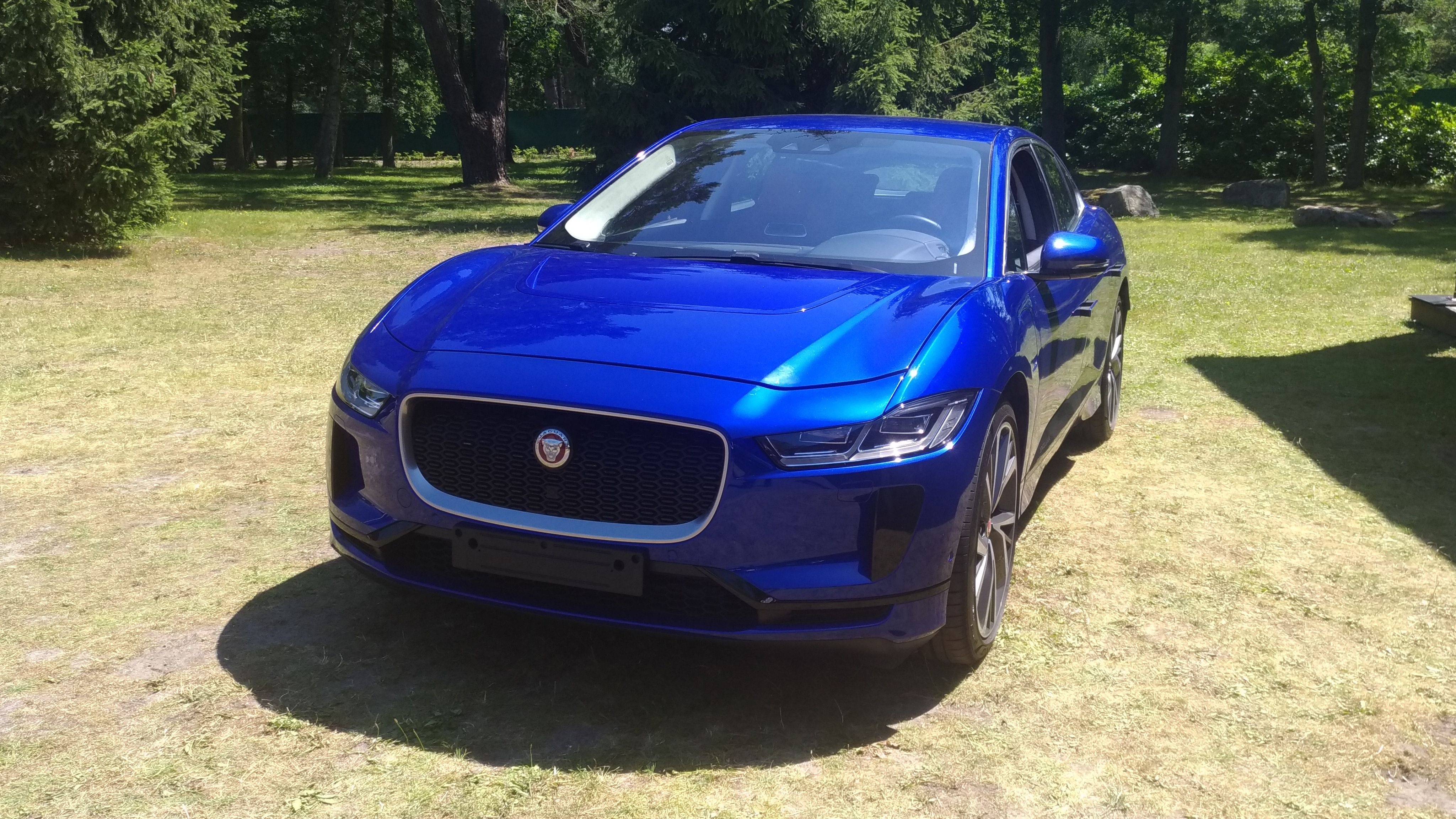
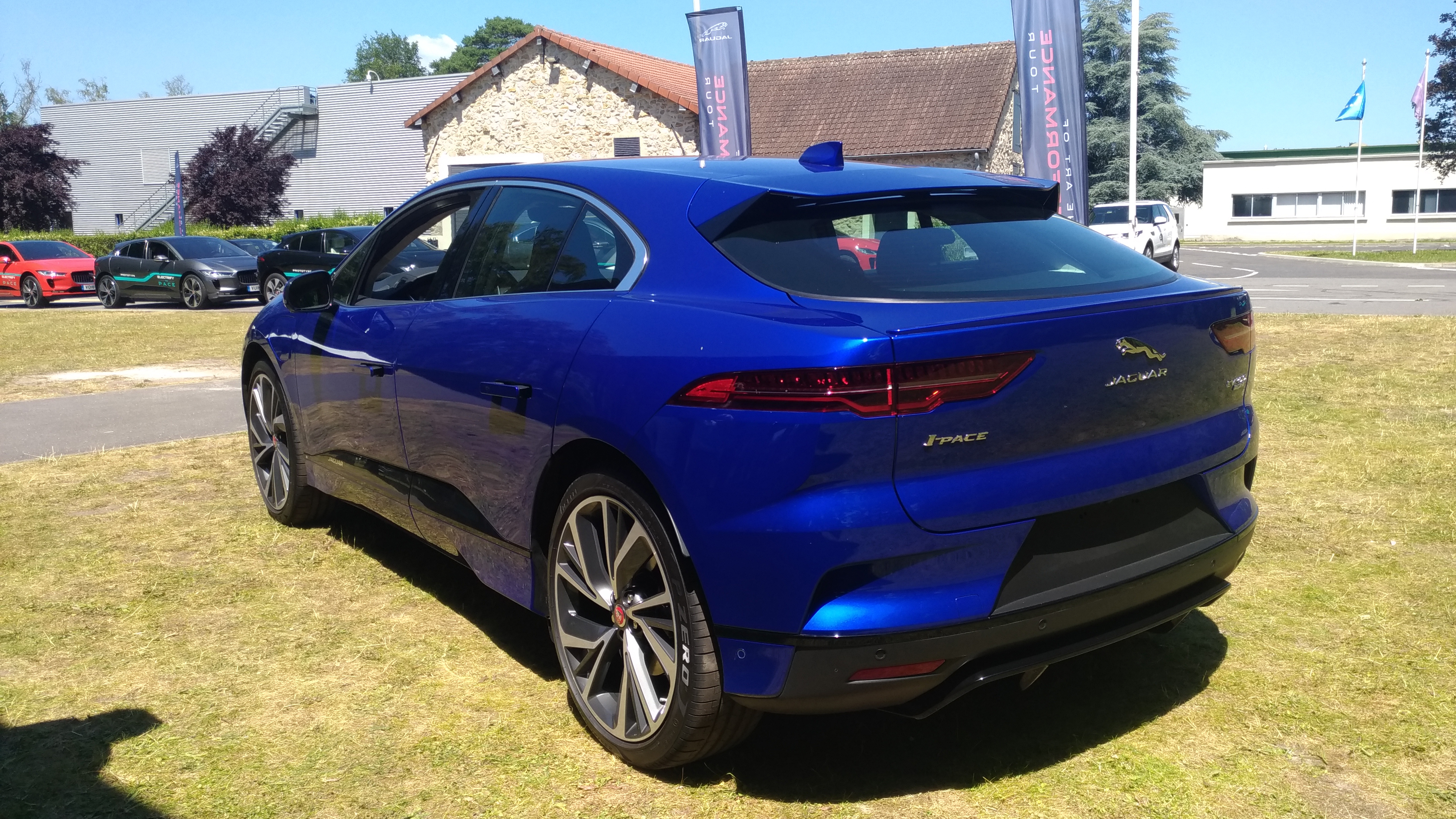

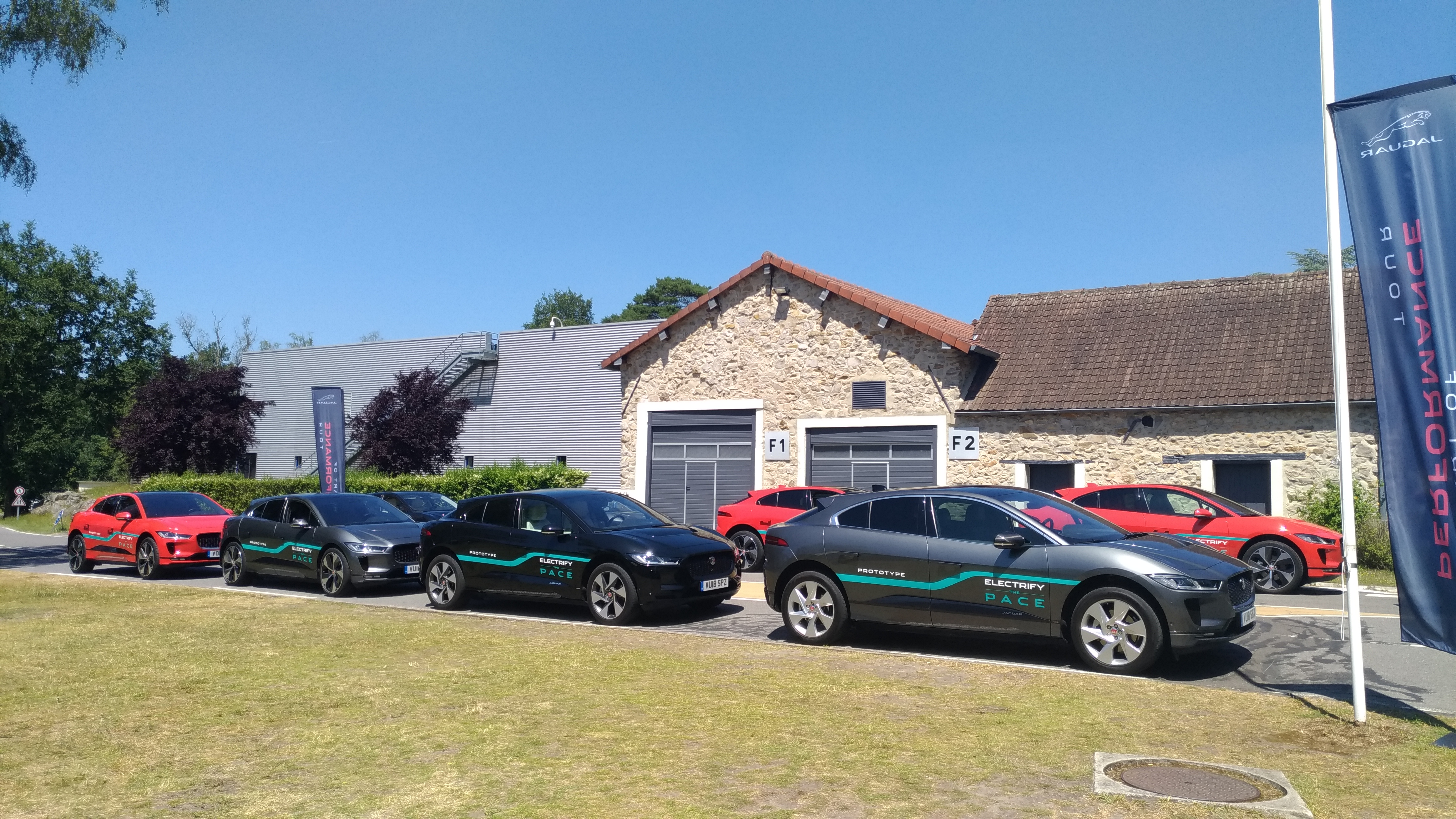
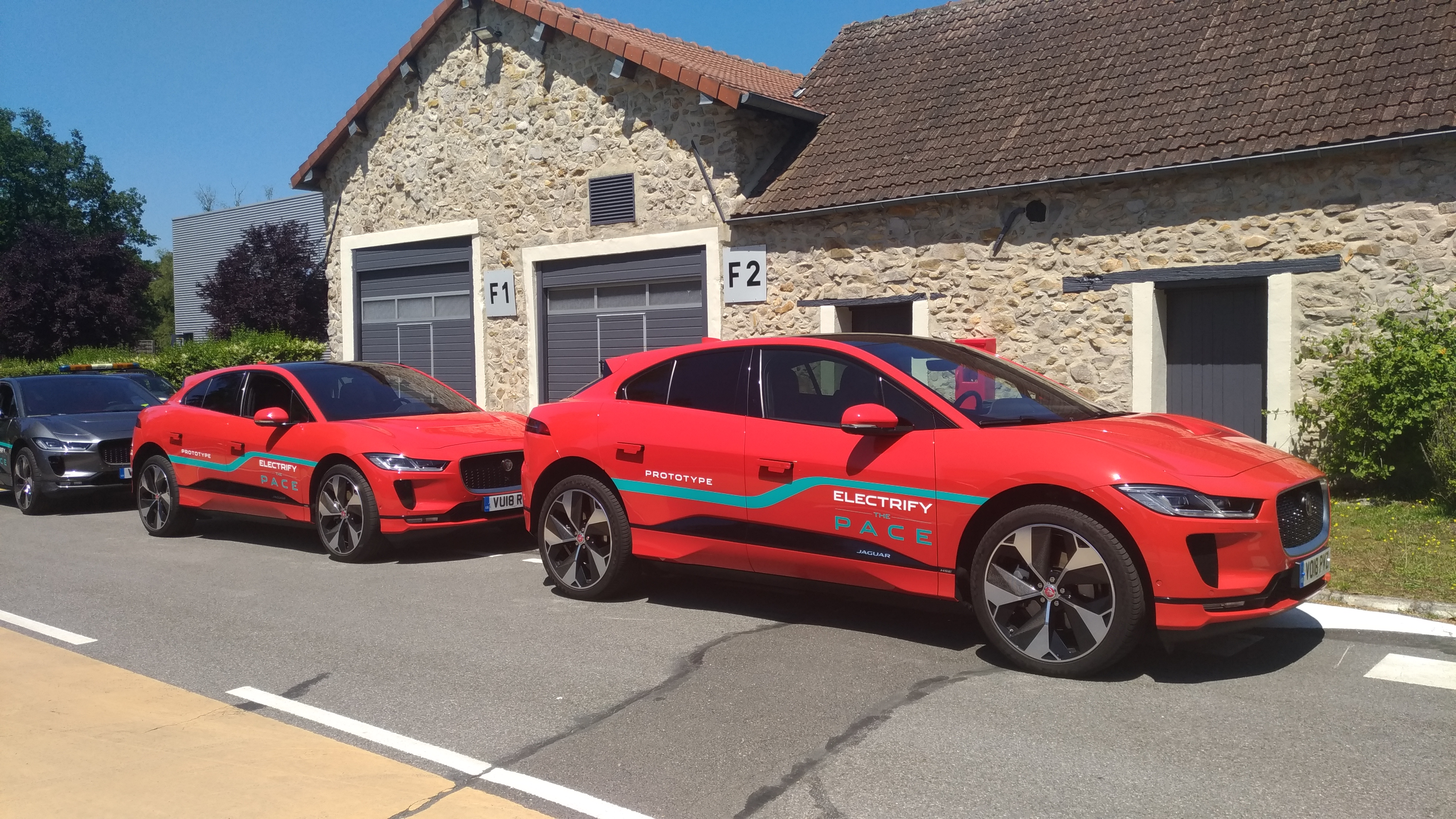
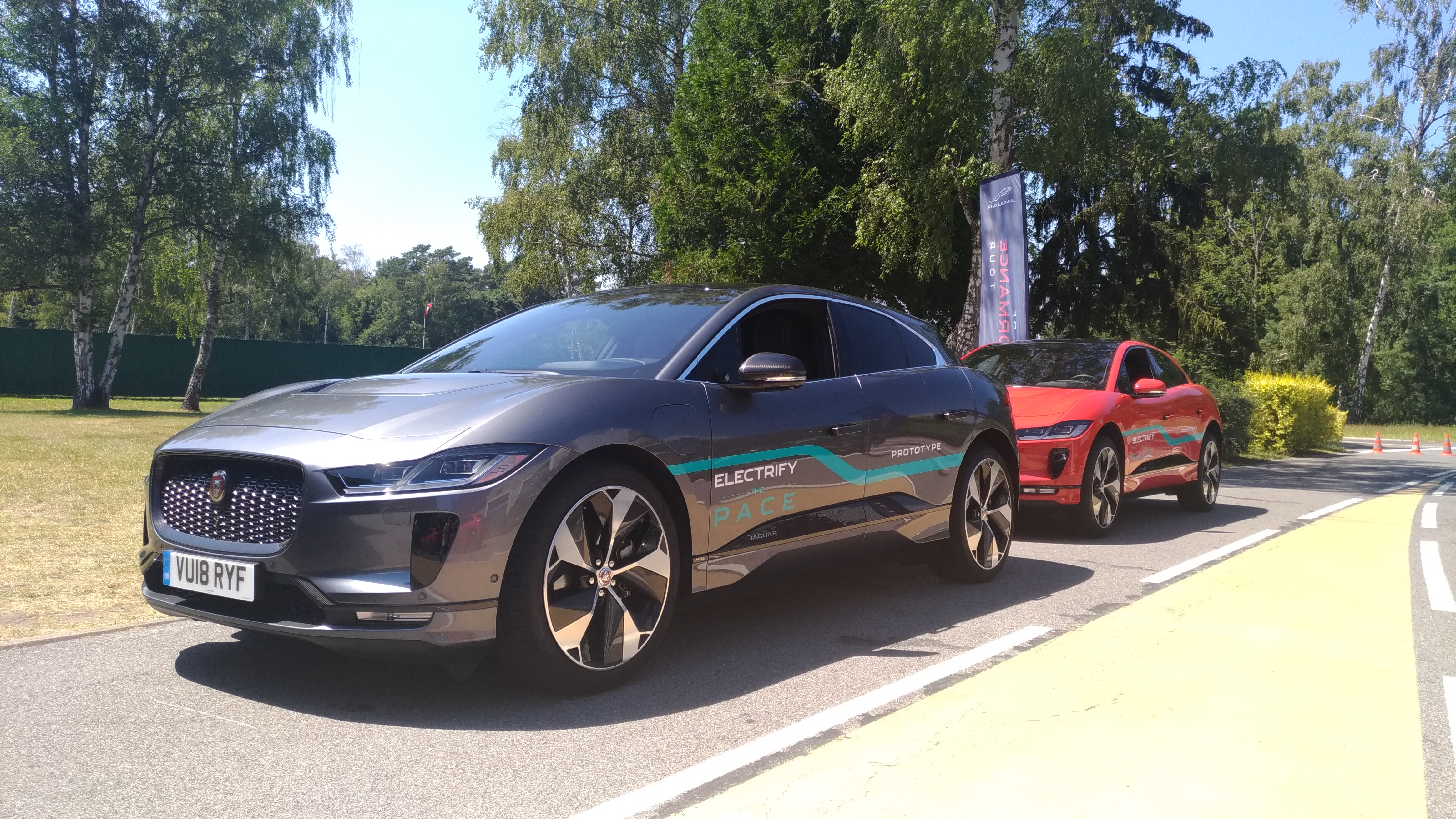
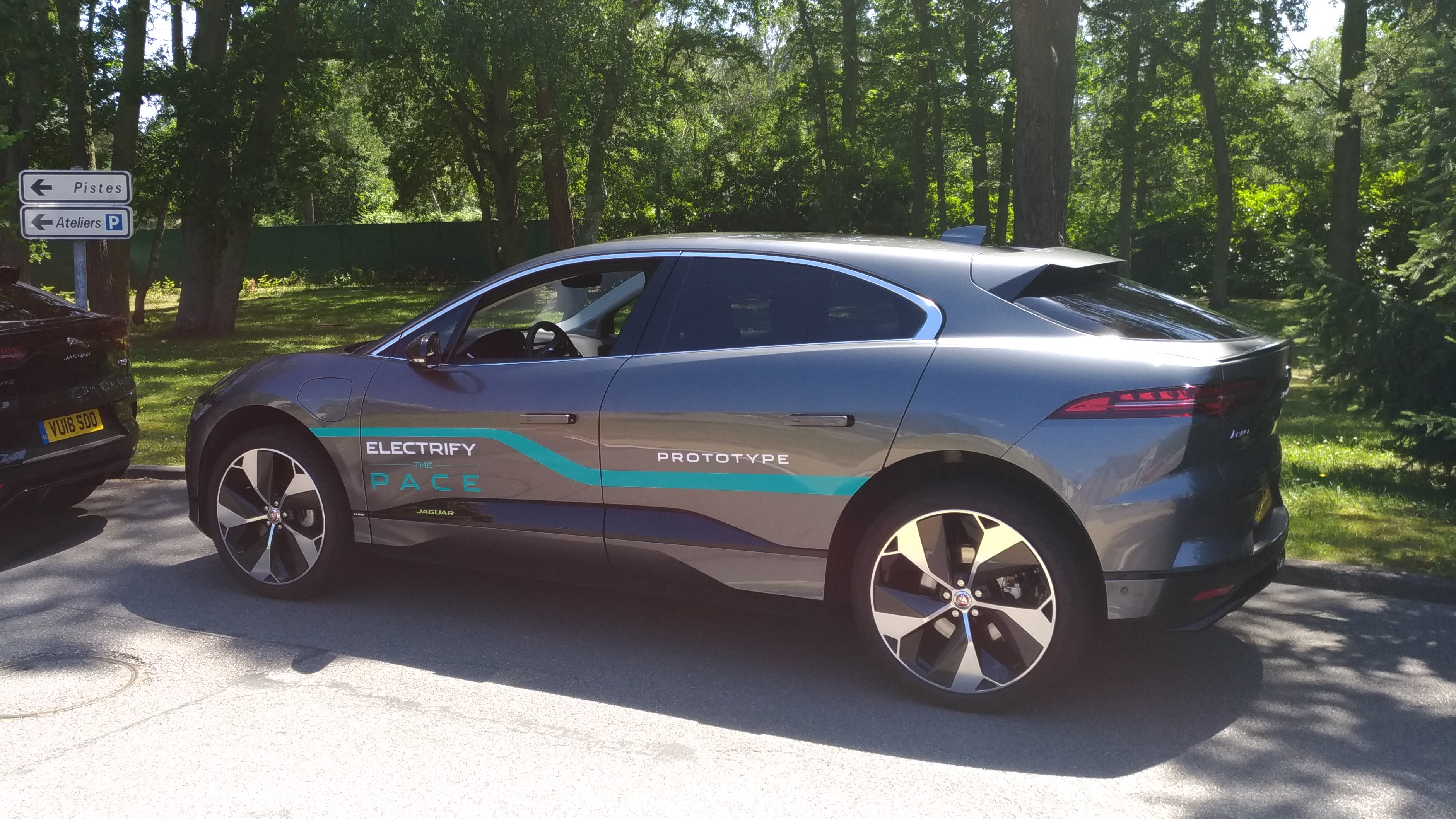
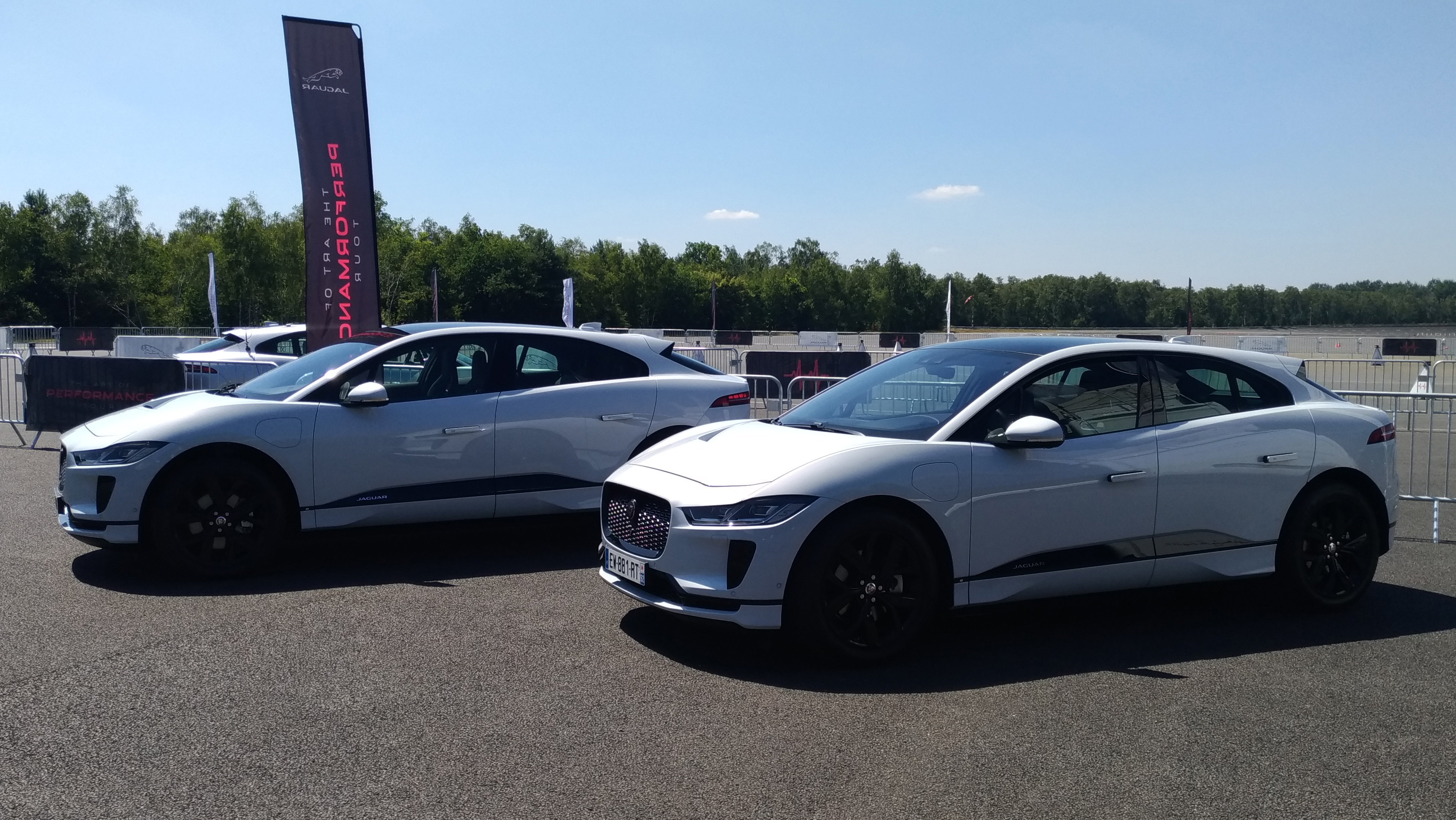

## Concept car

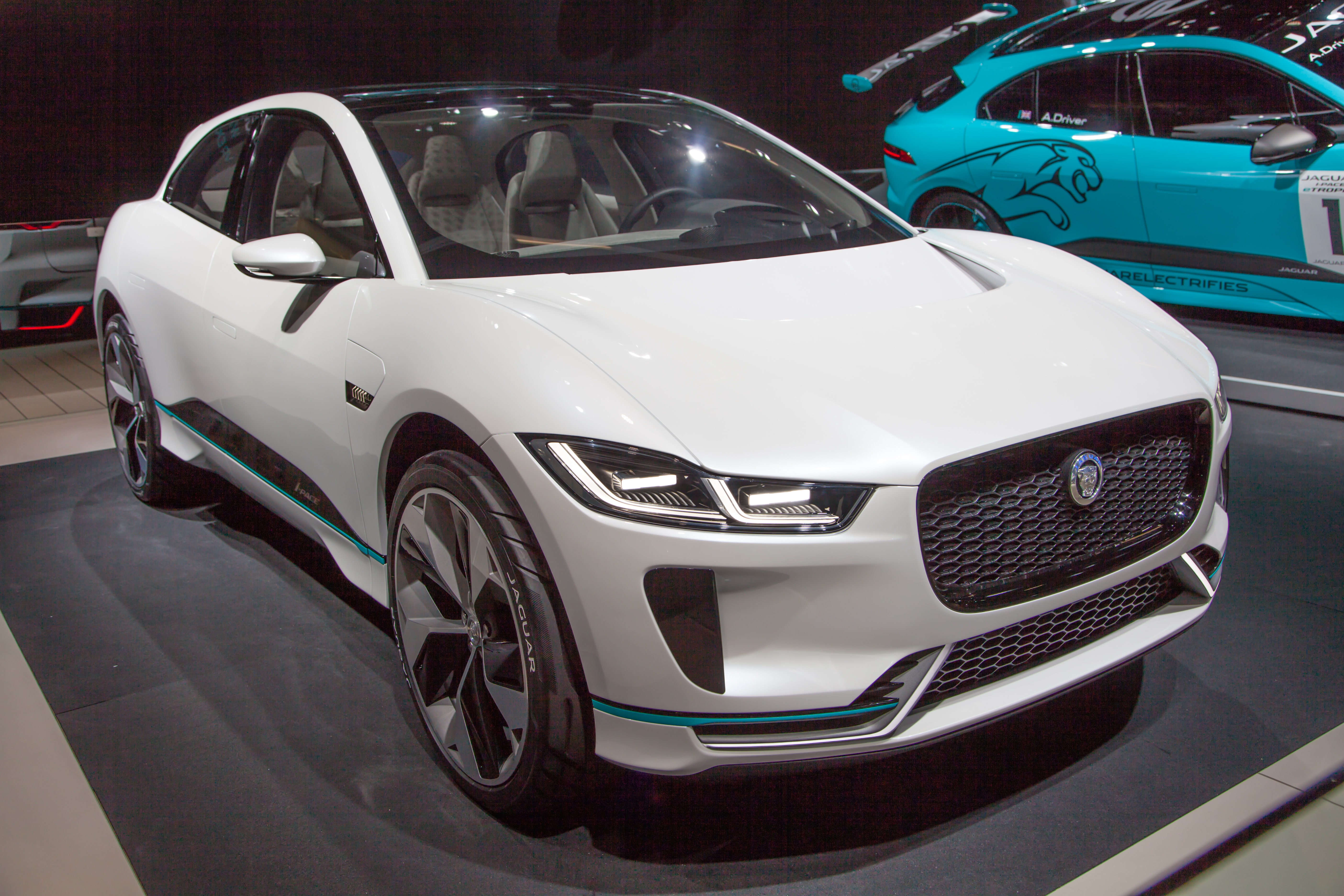
Jaguar I-Pace Concept

La version de série du SUV électrique est préfigurée par le concept car Jaguar I-Pace Concept présenté au salon de l'automobile de Los Angeles en Californie en novembre 2016. À la conférence de presse du salon américain, Ian Callum, directeur du style Jaguar, précise que le concept car annonce fidèlement le second SUV de Jaguar. Si ses lignes sont bien reprises par l'I-Pace de série, il est néanmoins le troisième SUV de la marque, Jaguar ayant lancé entre-temps l'E-Pace fin 2017.
Le concept car est équipé de deux moteurs électriques de 200 ch chacun et d'une batterie de 90 kWh permettant une autonomie de 500 km. Il mesure 4,68 m de longueur pour une hauteur de 1,56 m et offre un coffre de 558 litres.

## Récompenses
- European car of the year 2019[15].
- World car of th year 2019.
- World car design of th year 2019.
- World green car 2019.